# Lactarius guanacastensis
Lactarius guanacastensis é um fungo que pertence ao gênero de cogumelos Lactarius na ordem Russulales. Encontrado na Costa Rica, foi descrito cientificamente pelo micologista alemão Rolf Singer em 1983.